# Niehove
Niehove (Gronings: Nijhoof) is een wierdedorp in de Nederlandse provincie Groningen, in de gemeente Westerkwartier met 130 inwoners in de kom (1 januari 2023). De BAG-woonplaats telt inclusief buitengebied ongeveer 230 inwoners. Het gehele dorp is beschermd dorpsgezicht.
Het dorp was onder de naam Suxwort of Suxwerd ("Zuidwierde") de hoofdplaats van het voormalige waddeneiland Humsterland. De oude radiaire wierdestructuur is nog goed te zien: midden op de wierde staat een kerk uit de 13e eeuw. Daaromheen zijn in twee cirkels de huizen van het dorp gebouwd, met de achterkant naar de velden gekeerd. Het kerkhof was tot 1830 van de straat gescheiden door een cirkelvormige gracht, die diende om de geesten op het kerkhof te houden. Vanaf de wierde lopen smalle paden (de zogenaamde kerkenpaden) naar de ringweg beneden.
De wierde van Niehove wordt al zo'n 2200 jaar onafgebroken bewoond. Nadat rond 800 de Lauwerszee was ontstaan, kwam Niehove (toen nog Suxwort) op een eiland te liggen, Humsterland. Zo'n 400 jaar later nam het aantal stormvloeden toe, waarna er een ringdijk rond Humsterland werd gelegd. Hierdoor werd het eilandkarakter van Humsterland nog versterkt. Pas vanaf 1500 werd het Humsterland door dijken met het vasteland verbonden, waarna Cisterciënzer monniken uit Aduard grote delen rond het eiland inpolderden. Het Humsterland kwam hierdoor aan het vasteland te liggen. Tegenwoordig ligt Niehove midden op het vasteland van Groningen.
In het (niet meer bestaande) huis de Ipkemaheerd woonde de proost van Humsterland, die vanuit Niehove een groot deel van oostelijk Friesland (Achtkarspelen) en westelijk Groningen (Westerkwartier) bestuurde. Rond 1200 verhuisde de proost zijn zetel naar Hummerze, waar de dorpsoudsten van Humsterland al vanouds bijeenkwamen om te vergaderen en recht te spreken. Nadat de proost in de veertiende eeuw weer terug was verhuisd naar Suxwort, richtte men ook hier een rechtsstoel in, de zogenaamde Nieuwe Hof, in tegenstelling tot de Oude Hof in Hummerze. De dorpen Suxwort en Hummerze staan vanaf het eind van de 14e eeuw bekend als respectievelijk Niehove en Oldehove.
In de moderne Nederlandse zangcultuur is het dorp als coulisse te zien in Kinderen voor Kinderen 12 (1991), die grotendeels op locatie in Niehove opgenomen werd.
Elsevier Weekblad wees Niehove in oktober 2019 aan als "mooiste dorp van Nederland".

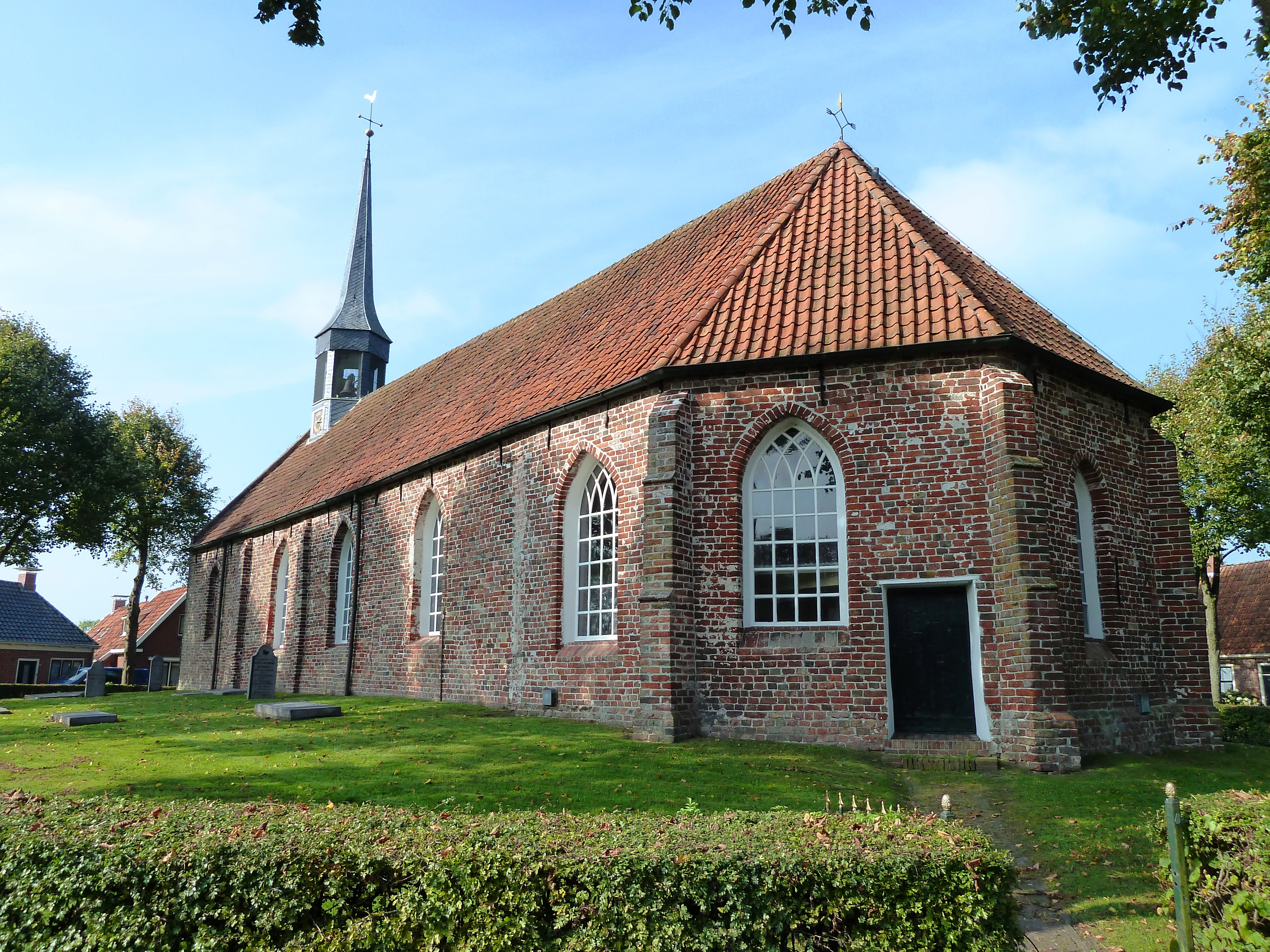
De 13e-eeuwse kerk
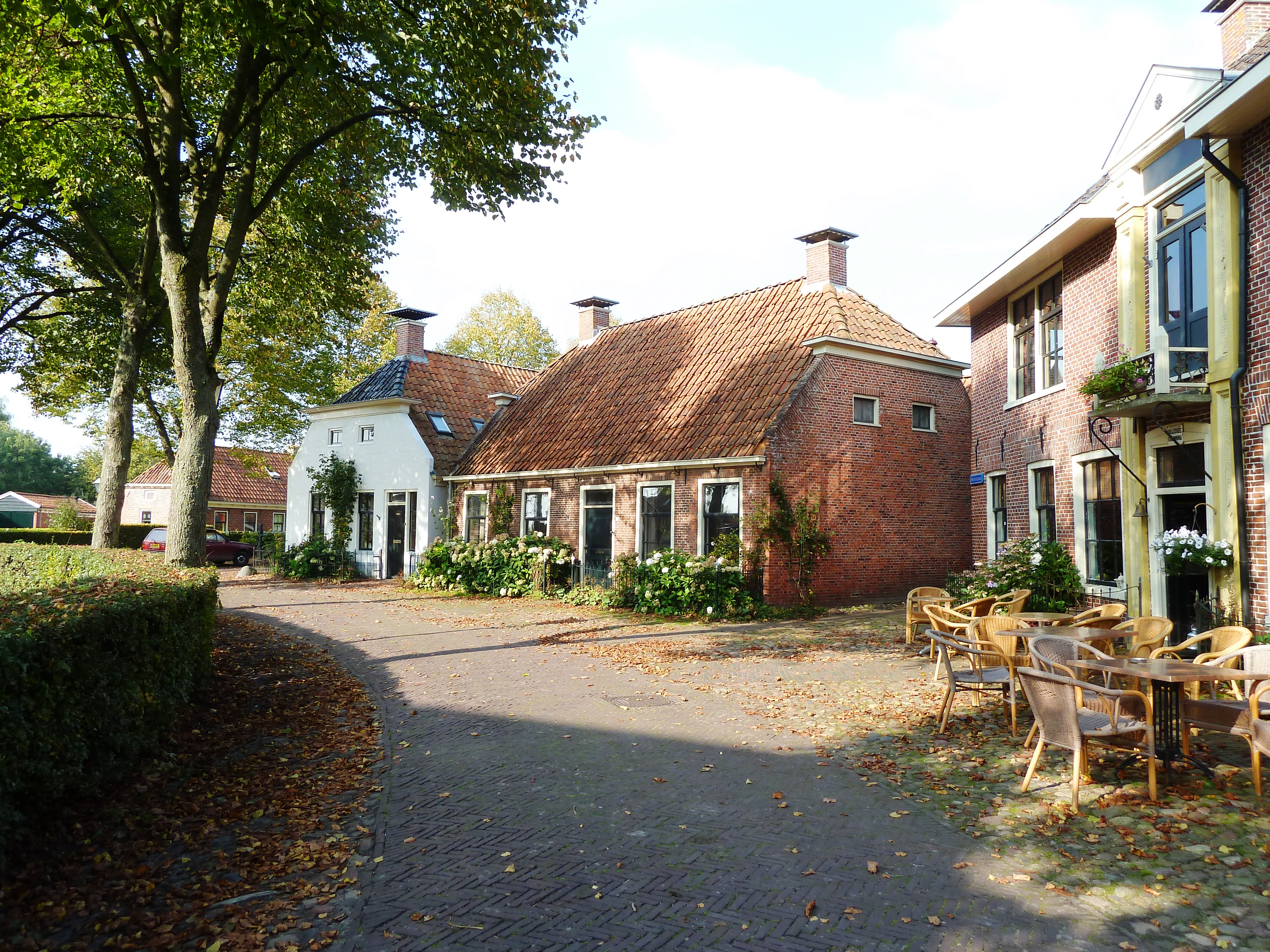
Kerkstraat nabij het café-restaurant
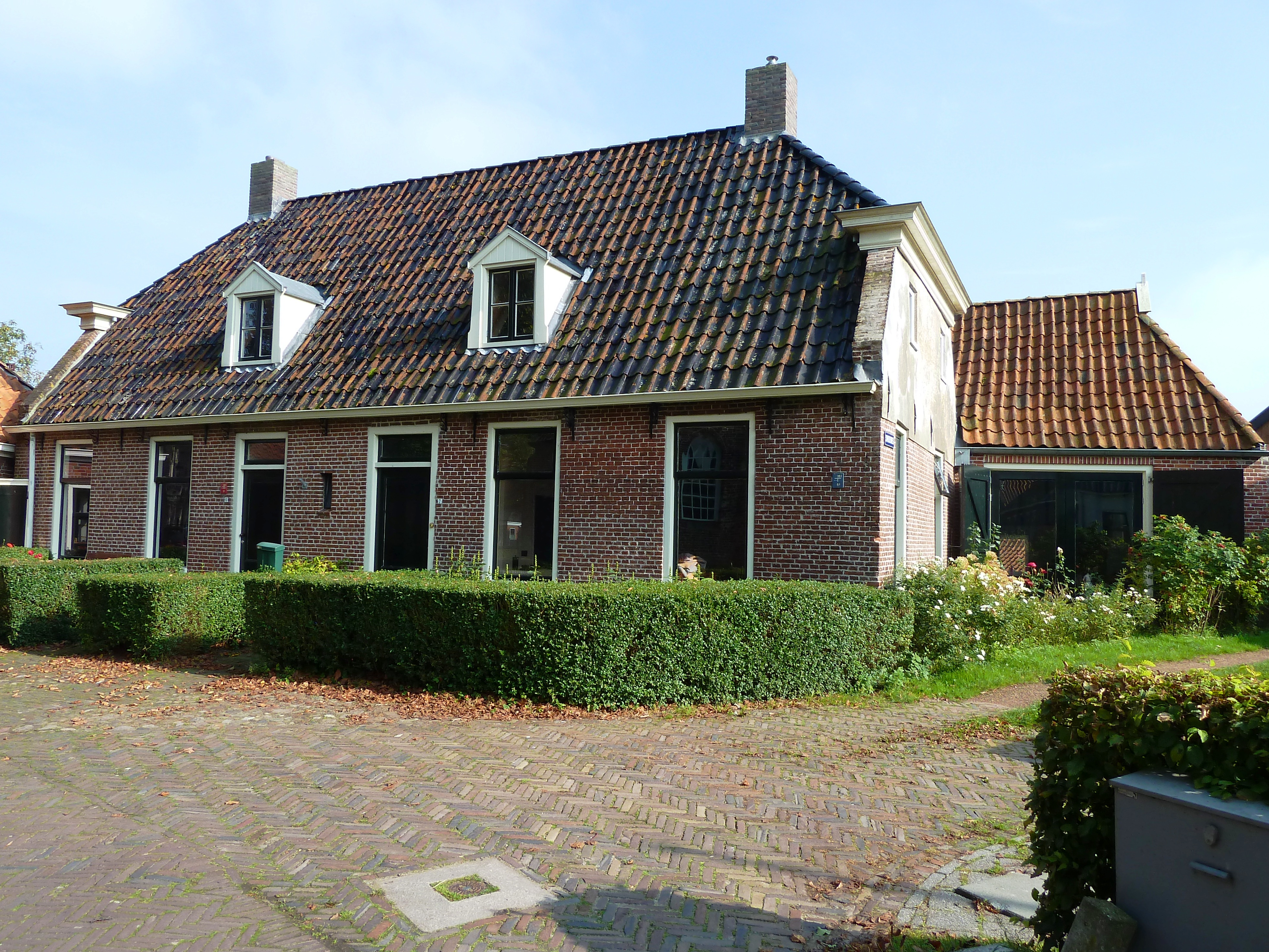
Vroegere smederij aan de Kerkstraat
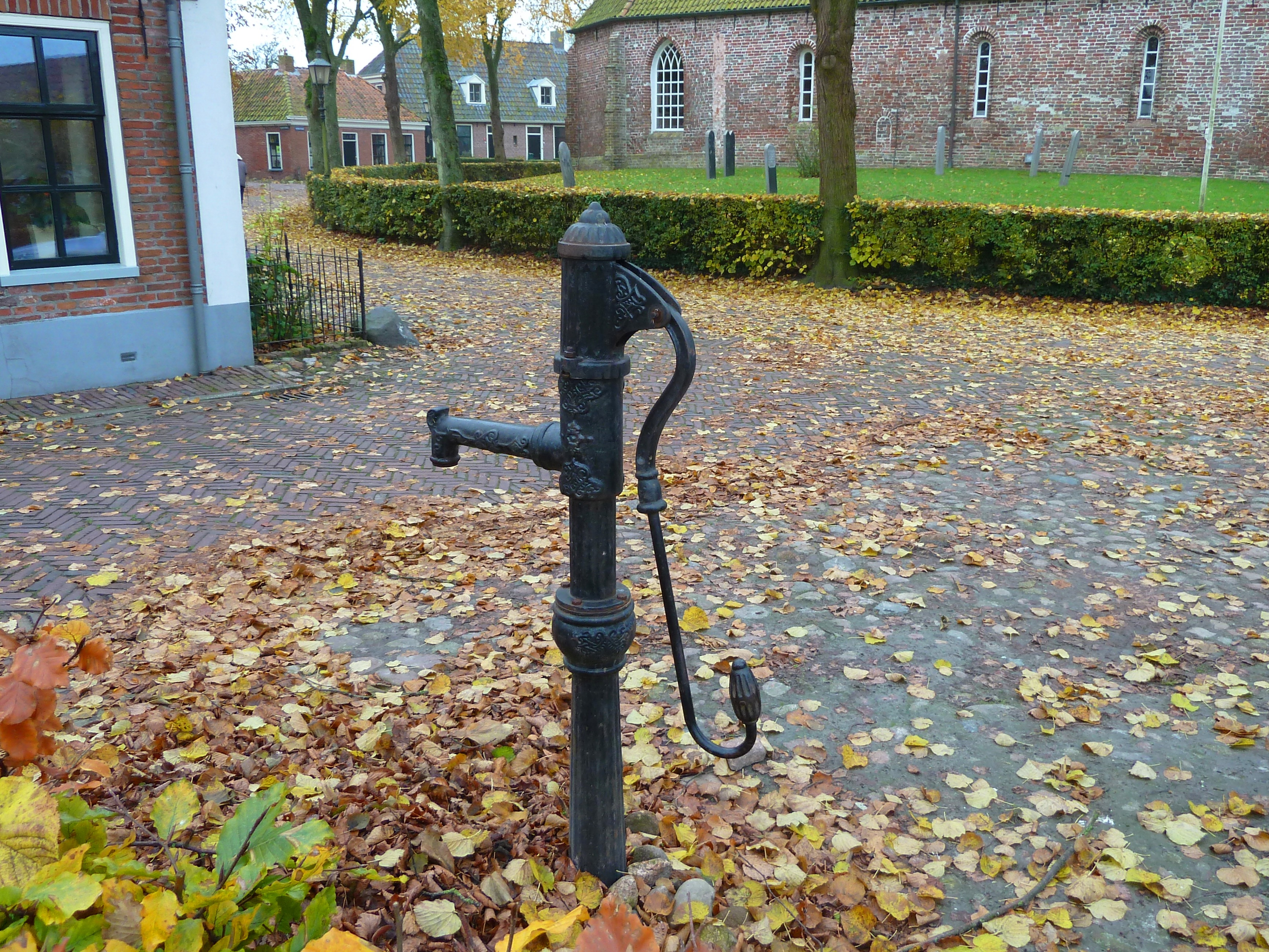
Dorpspomp
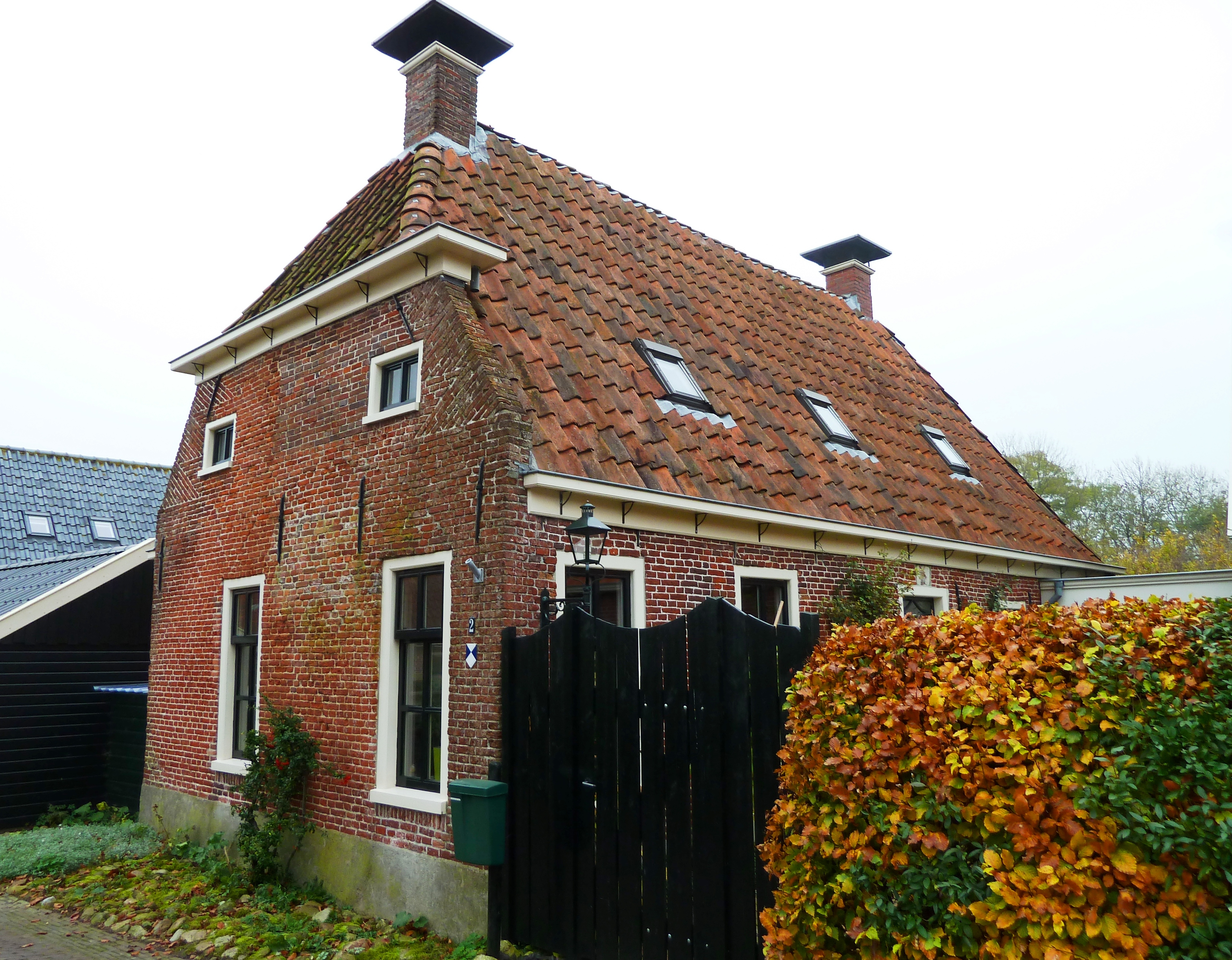
Vroegere sarrieshut aan het Molenpad
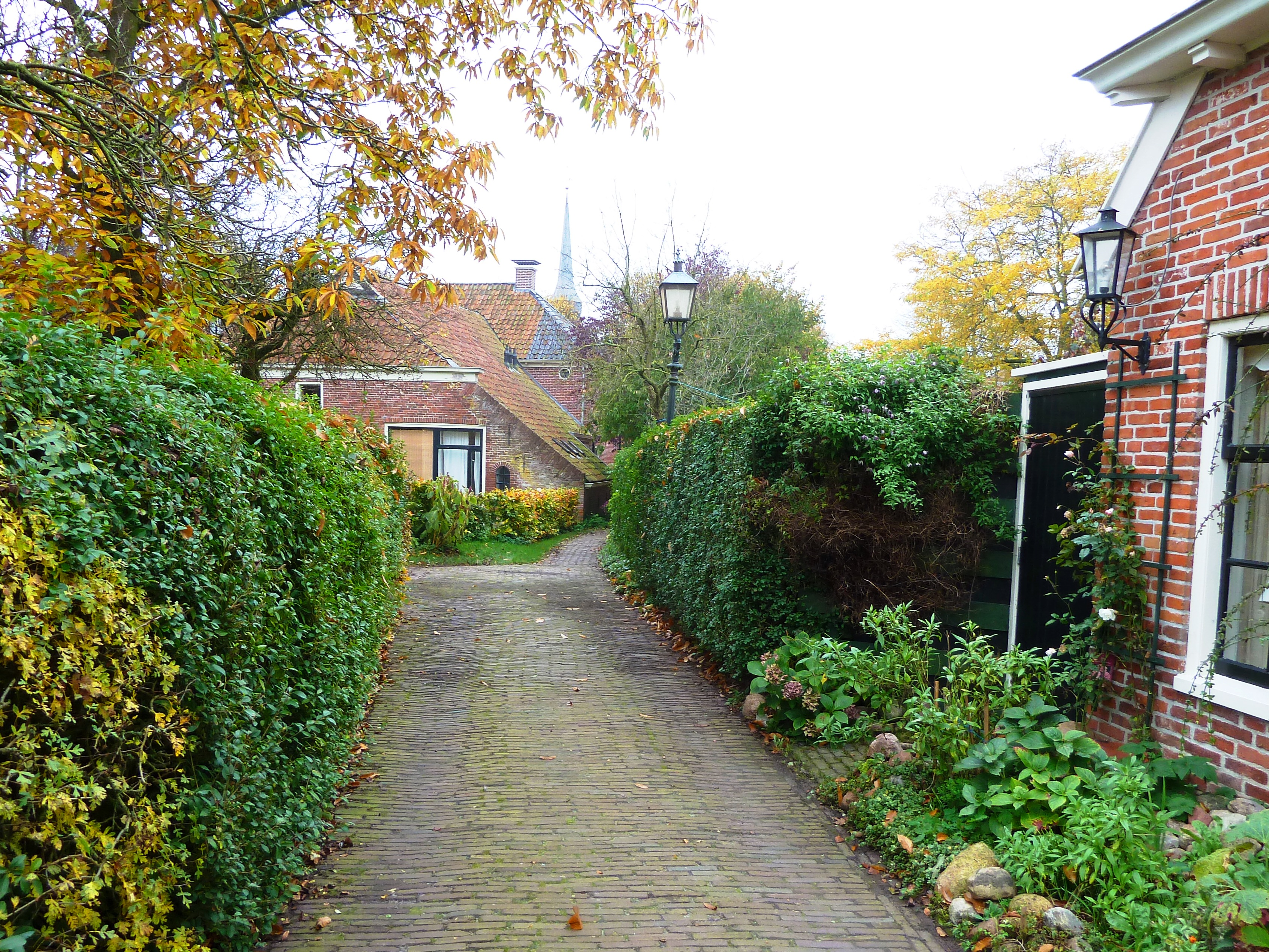
Gezicht over het Molenpad richting de kerk
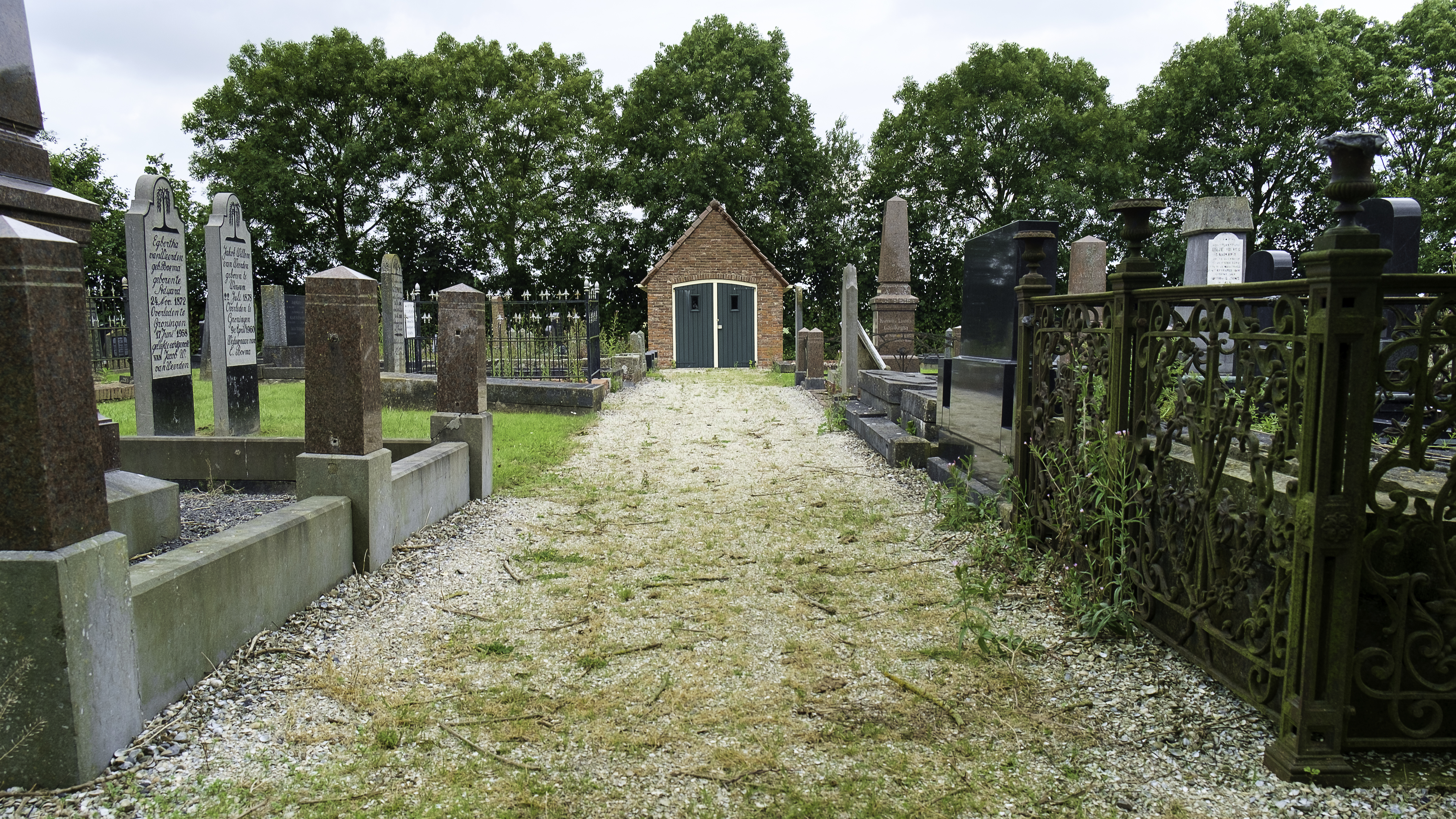
Begraafplaats van Niehove met op de achtergrond het baarhuisje